# 버드내보싸움놀이
버드내보싸움놀이는 대전광역시 중구 유천동에서 행해지는 놀이이다. 2013년 12월 26일 대전 중구의 향토문화유산 제3호로 지정되었다.